# 西脇智代
西脇 智代（にしわき ともよ、1970年8月25日 -)はスタイリストにしてファッションデザイナー(ninita)

## 人物
スタイリストとして深田恭子や大塚愛や宮崎あおいや長澤まさみ、石原さとみなどを手がけ
TV、雑誌、CM、映画、など幅広く活躍している
2003年に自身のファッションブランドとしてninita（ニニータ）を立ち上げ、ラフォーレ原宿にショップを構える。
2010年にninita babyラインをスタートさせる